# Bulletin der Bundesregierung
Das Bulletin der Bundesregierung ist eine Publikation des deutschen Bundespresseamts, die seit 1951 herausgegeben wird. Sie erschien bis zum Jahr 2000 in gedruckter Form und wurde dann als Online-Veröffentlichung und Datenbank neu konzipiert. In den gedruckten Ausgaben wurden neben Reden auch Bekanntmachungen oder Statistiken zur Bundespolitik wiedergegeben. Seit der Umstellung auf die reine Internet-Verbreitung beschränkt sich der Inhalt auf die autorisierte Fassung von Reden des Bundeskanzlers, der Regierungsmitglieder, des Bundespräsidenten sowie von Staatsgästen oder anderen Personen des öffentlichen Lebens. Die Beiträge seit dem Jahr 1987 sind über eine Datenbank online zugänglich.
Im Bulletin werden nach langjähriger Tradition auch die Reden der Alterspräsidenten des Deutschen Bundestags veröffentlicht, die diese zur Eröffnung der konstituierenden Sitzung halten. Als 1995 die Rede des Alterspräsidenten der 13. Wahlperiode, Stefan Heym, auf Anweisung von Regierungssprecher Dieter Vogel zunächst nicht im Bulletin abgedruckt wurde, weil Heym für die umstrittene SED-Nachfolgepartei PDS in den Bundestag eingezogen war, führte dies zu einer kontroversen Parlamentsdebatte.